# 시리스 (사르데냐)
시리스는 이탈리아 사르데냐 주 오리스타노도에 있는 코무네이다. 칼리아리에서 북서쪽으로 약 60 km, 오리스타노에서 남동쪽으로 약 25 km 떨어진 곳에 위치해 있다. 2004년 12월 31일 기준 인구는 235명이며 면적은 6.0 km2이다.
시리스는 다음 지자체와 접해 있다: 마술라스, 모르곤조리, 폼푸. 알라, 아텔레타, 오나노, 오레로와 함께 회문 이름으로 된 이탈리아의 5개 지자체 중 하나이다.